# Кардино, Эмиль
Эмиль Кардино (нем., фр. Emil Cardinaux; род. 11 ноября 1877 г. Берн; ум. 2 октября 1936 г. Берн) — швейцарский художник и график, мастер плакатного искусства и иллюстратор.

## Жизнь и творчество
Родился в зажиточной семье, сын преуспевающего коммерсанта. После получения среднего образования, по настоянию родителей, поступил на юридической факультет, однако вы то же время брал уроки рисования в бернской Школе искусств в классе Пауля Фольмара. В 1898 году, для продолжения своего образования, переехал в Мюнхен. Здесь он принял окончательное решение стать профессиональным художником. Первое время учился в мастерской Людвига Шмид-Ройте, затем поступил в Мюнхенскую академию художеств, в класс Франца фон Штука. В 1903 году художник вернулся в Швейцарию, жил в Берне. В 1911 году переселился в городок Мури, близ швейцарской столицы, где для него архитектор Отто Ингольд спроектировал и построил дом и мастерскую.
Э. Кардино работал в самых различных жанрах изобразительного искусства. Основным его призванием стало плакатное искусство: мастер создал более 130 плакатов на различные темы, принесшие ему известность за пределами Швейцарии. Кроме этого, Кардино иллюстрировал произведения литературы, писал маслом на холсте пейзажи (также выполнял их как настенную живопись и росписи по стеклу), выступал как график и карикатурист. Главной темой его работ выступает его родина, Швейцария, её жители и ландшафты, особенно виды горной Швейцарии (Церматт, Маттерхорн и др.). Художник выполнял также многочисленные заказы от туристических компаний, отелей, производителя шоколада фирмы «Tobler», производителя грузовиков из Ольтена фирмы «Berna» и других знатоков его рекламной продукции.

## Галерея
- «Заснеженный зимний пейзаж»
- «Альпийский пейзаж Бернского нагорья» (1909)
- Плакат «Церматт» (1908)
- Плакат для Швейцарской национальной выставки 1914 года
- «Зелёный конь», карикатура
- Плакат ж/д линии на Монтрё (1928)